# Anna Lewtschenko
Anna Jewgeniwna Lewtschenko (ukrainisch Ганна Євгенівна Левченко; * 25. Dezember 1963 in Kiew) ist eine ukrainische Schauspielerin und Synchronsprecherin.

## Leben
Anna Lewtschenko wuchs in der ukrainischen Hauptstadt Kiew auf.
Bereits als 8-Jährige stand sie in zwei Kurzfilmen vor der Kamera. Nach ihrem Schulabschluss absolvierte sie eine professionelle Schauspielausbildung. Seit 1982 wirkte sie als Schauspielerin in mehr als 100 Film- und Fernsehproduktionen mit. So spielte sie 1972 in Zakhar Berkut mit.
Lewtschenko ist auch als Synchronsprecherin aktiv. So synchronisierte sie beispielsweise von 2004 bis 2021 Bart Simpson in der Zeichentrickserie Die Simpsons und in Die Simpsons – Der Film. Zudem war sie 2005 in The Adventures of Verka Serduchka zu sehen.
Anna Lewtschenko war einige Jahre lang mit dem ukrainischen Schauspieler Anatolij Bartschuk (1939–2015) verheiratet. Die Ehe blieb kinderlos.